# Friedrich Krukenberg
Friedrich Ernst Krukenberg (Halle, 1º aprile 1871 – 20 febbraio 1946) è stato un ginecologo e oculista tedesco.
Era nipote del patologo Peter Krukenberg, fratello dell'ortopedico Hermann Krukenberg e del ginecologo Georg Krukenberg, nonché zio del militare Gustav Krukenberg.
Mentre era a Marburg  descrisse le metastasi ovariche del carcinoma gastrico diffuse per via peritoneale, note come tumori di Krukenberg.